# Associação de Voleibol de Dominica
A Associação de Voleibol de Dominica  (em inglêsːDominica Volleyball Association,DVA) é  uma organização fundada em 1991 que governa a pratica de voleibol na Dominica, sendo membro da Federação Internacional de Voleibol e da Confederação da América do Norte, Central e Caribe de Voleibol, a entidade é responsável por  organizar  os campeonatos nacionais de  voleibol masculino e feminino no país.